# Гришкин, Иван Николаевич
Ива́н Никола́евич Гри́шкин (1914—1984) — советский хозяйственный и политический деятель, Председатель Исполнительного комитета Петрозаводского городского Совета народных депутатов (1965—1969).

## Биография
Родился в крестьянской семье.
В 1932—1933 годах, после окончания школы фабрично-заводской школы, работал секретарём комитета ВЛКСМ учебного комбината станции Петрозаводск.
В 1933—1937 годах — заместитель председателя, председатель Шуйского сельского совета. С 1939 года член ВКП(б).
В 1941—1943 годах — инструктор ЦК ВКП(б) Карело-Финской ССР, секретарь Беломорского районного комитета ВКП(б).
С 1943 года — начальник управления трудовых резервов Карело-Финской ССР. В 1950 году окончил партийную школу при ЦК ВКП(б) Карело-Финской ССР.
В 1950—1954 годах — заместитель министра местной промышленности Карело-Финской ССР, управляющий делами Совета Министров Карело-Финской ССР.
В 1954—1963 годах — первый секретарь Пудожского и Сортавальского райкомов КПСС.
В 1963—1965 годах — начальник управления кинофикации при Совете Министров Карельской АССР.
В 1965—1969 годах — Председатель Исполнительного комитета Петрозаводского городского Совета народных депутатов.
С 1971 года работал председателем Государственного комитета по труду Карельской АССР.
Избирался депутатом Верховного Совета Карело-Финской ССР IV созыва и Верховного Совета Карельской Автономной ССР V—VII созывов.